# Тјоне ди Тренто
Тјоне ди Тренто (итал. Tione di Trento) је насеље у Италији у округу Тренто, региону Трентино-Јужни Тирол.
Према процени из 2011. у насељу је живело 3281 становника. Насеље се налази на надморској висини од 568 м.

## Становништво
Према резултатима пописа становништва 2011. у општини је живело 3.608 становника.
| 1931. | 1936. | 1951. | 1961. | 1971. | 1981. | 1991. | 2001. | 2011. |
| ----- | ----- | ----- | ----- | ----- | ----- | ----- | ----- | ----- |
| 2.471 | 2.205 | 2.501 | 2.671 | 2.877 | 3.174 | 3.240 | 3.425 | 3.608 |